# Поводир (повість)
Поводир (англ. The Shepherd) — повість англійського письменника Фредеріка Форсайта (1975).

## Сюжет
В різдвяну ніч 1957 року реактивний винищувач королівських ВПС «Вампір» вилетів з аеродрому в Північній Німеччині у напрямку Великої Британії. Над морем у літака відмовили компас і електрообладнання. Пілот почав виконувати інструкцію дій в екстремальних ситуаціях, щоб привернути увагу диспетчерів авіаслужби. Йому на допомогу прилетів винищувач часів Другої світової війни «Москіт», який у той час використовувався у метеослужбі. З його допомогою реактивний літак зайшов на посадку в складних метеорологічних умовах, при низькій хмарності, майже наосліп на колишньому військовому аеродромі. На землі пілот «Вампіра» почав пошуки свого рятівника…

## Екранізація
1 грудня 2023 року на Disney+ вийшов короткометражний британський драматичний фільм 2023 року, сценариста і режисера Ієна Софтлі, з Беном Редкліффом та Джоном Траволтою в головних ролях. Траволта також виступив виконавчим продюсером фільму. Фільм базується на сюжеті однойменної повісті. .